# Abell 30
Abell 30 (nota anche come A30) è una nebulosa planetaria nella costellazione del Cancro appartenente alla ristretta famiglia degli oggetti VLTP (o born-again).

## Storia
La nebulosa fu prodotta da una stella morta circa 12.500 anni fa. Tuttavia, verso il 1150 la stella si risvegliò inaspettatamente. La scoperta della rinascita della stella si deve ai telescopi spaziali della NASA Hubble e Chandra, all'XMM-Newton dell'ESA e all'osservatorio di Kitt Peak, in Arizona.